# آيت أعمر أويشو (بوتفردة)
آيت أعمر أويشو هي إحدى مشيخات المملكة المغربية، تتبع جغرافيا لإقليم بني ملال وإداريًا لبوتفردة. يقدر عدد سكانها بـ 95 نسمة حسب الإحصاء الرسمي للسكان والسكنى لسنة 2004.